# Гула Володимир Іванович
Володимир Іванович Гула (позивний “Август”, 29 березня 1993, Бурштин, Бурштинський район, Івано-Франківська область, Україна — 25 вересня 2023, Куколівка, Олександрійський район,Кіровоградська область, Україна) — молодший сержант Збройних Сил України, учасник російсько - української війни, ветеран АТО.

## Біографія
Володимир Гула народився 29 березня 1993 року в Бурштині на Прикарпатті. Протягом 1999—2010 років навчався в  Бурштинській школі №1.  У 2010 році вступив на історичний факультет Львівського національного університету імені Івана Франкка.
Брав участь в етнографічних експедиціях – практиках у 2012 р. на теренах колишніх Миколаївського, Городоцького і Пустомитівського районів Львівської області, базове поселення експедиції – с. Колодруби тепер Стрийського району Львівської області  та у 2013 р. – у колишніх Перемишлянському районі Львівської області, Бережанському районі Тернопільської області і Рогатинському районі Івано-Франківської області, базове поселення експедиції – с. Болотня тепер Львівського району Львівської області, в ході яких збирав матеріали з теми “Традиційна будівельна обрядовість українців” У 2014 захистив бакалаврську роботу на тему “Проблеми етногенезу українців у працях українських вчених другої половини XX – початку XXI ст.”
Був активним учасником Майдану.

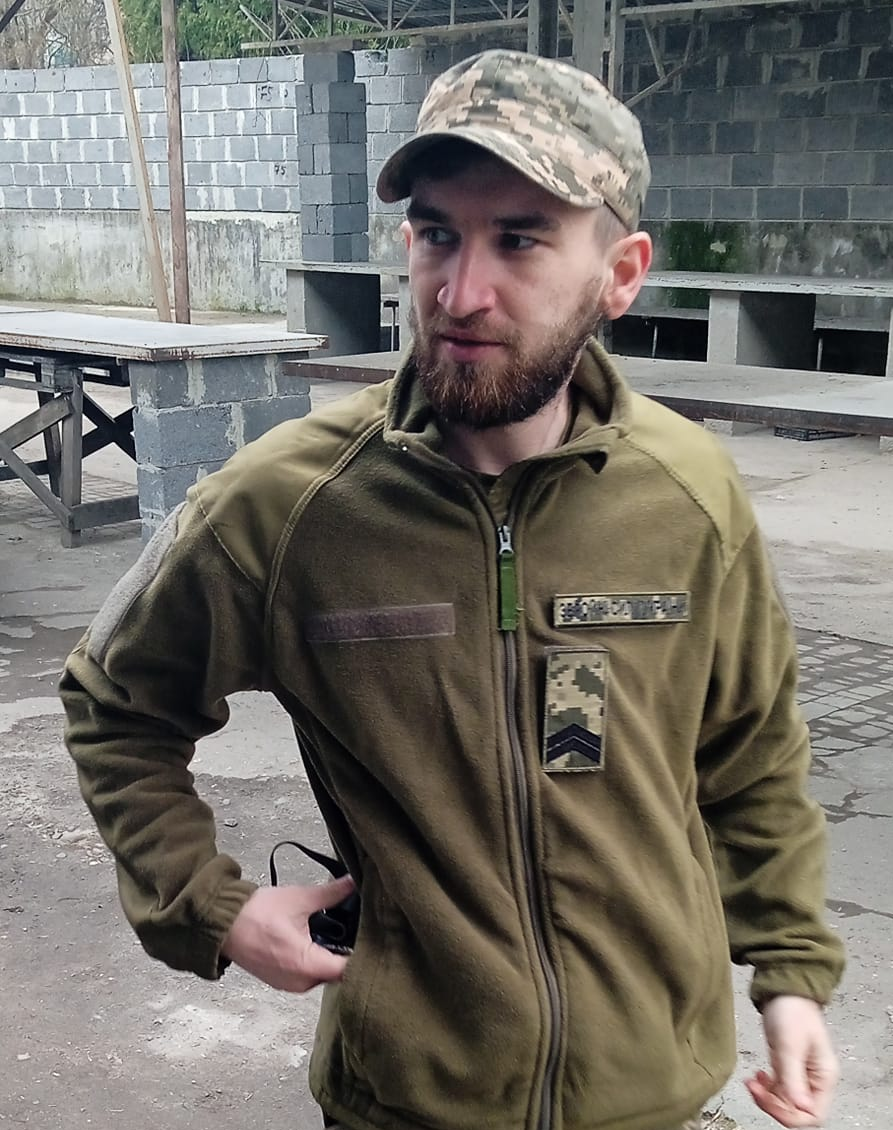
Володимир Гула

Будучи студентом п’ятого курсу, залишив навчання та поїхав у зону АТО захищати Україну від ворога. Володимир два роки воював у складі 24 механізованої бригади, пройшовши Северодонецьк, Лисичанськ, Сватове.  За сумлінне виконання свого конституційного обов'язку нагороджений грамотою і значком.
Після двох років служби повернувся додому. У 2016 р. захистив дипломну роботу на тему “Традиційна будівельна обрядовість ополян (кінець XIX – початок XXI ст.)” науковий керівник професор Роман Сілецький.
З перших днів повномасштабної війни Володимир Гула не вагаючись знову зголосився захищати Україну від російського окупанта, вступив до лав 102 ОБрТрО (мінометник).
Загинув 25 вересня 2023 року, повертаючись з фронту, дорогою додому потрапив в ДТП на Кіровоградщині.

## Цікаві факти
- Був дописувачем Вікіпедії у 2009 році під ніком Augustus-ua. За цей час він зробив понад 11 тисяч редагувань та створив 227 статей українською мовою. У 2022 — був членом Арбітражного комітету української Вікіпедії. Також він започаткував статтю про 1 штурмовий батальйон 24 окремої механізованої бригади, у якому служив та воював.[3]
- отримав  відзнаку «за внесок у Перемогу України в інформаційній війні» імені Олега «Raider» Ковалишина  у 2022 році.[4]

## Вшанування пам'яті
- 23 лютого 2024 року на фасаді Бурштинської гімназії №1 відкрили меморіальну дошку.
- "Спогади крізь віки" опублікували відеоролик у пам'ять про Володимира Гулу.[5]